# 紀元前420年
紀元前420年（きげんぜん420ねん）は、ローマ暦の年である。
当時は、「キンキナトゥス、ウオルソ、メドゥリヌス、アトラティヌスが護民官に就任した年」として知られていた（もしくは、それほど使われてはいないが、ローマ建国紀元334年）。紀年法として西暦（キリスト紀元）がヨーロッパで広く普及した中世時代初期以降、この年は紀元前420年と表記されるのが一般的となった。

## 他の紀年法
- 干支 : 辛酉
- 日本
  - 皇紀241年
  - 孝昭天皇56年
- 中国
  - 周 - 威烈王6年
  - 秦 - 霊公5年
  - 晋 - 幽公14年
  - 楚 - 簡王12年
  - 斉 - 宣公36年
  - 燕 - 閔公19年
  - 趙 - 献侯4年
  - 魏 - 文侯26年
  - 韓 - 武子5年
- 朝鮮
  - 檀紀1914年
- ベトナム :
- 仏滅紀元 : 125年
- ユダヤ暦 : 3341年 - 3342年

## できごと

### ギリシア
- 若く、人気者のアルキビアデスが、将軍（ストラテゴス）（10人の将軍のひとり）に選ばれ、アテナイの生活や政治に影響力をもち始めた。アルキビアデスが、ニキアス (Nicias) の反対を押し切って進めたアテナイとアルゴス、マンティネイア (Mantineia)、エーリスとの4者同盟は、スパルタとボイオティアの連合と対峙することとなった。

## 死去
- プロタゴラス - ソクラテスに先んじた古代ギリシアの哲学者（おおよその年代）（紀元前490年ころ生）